# Al·lotrasplantament
L'al·lotrasplantament (al·lo- que significa "altre" en grec) és el trasplantament de cèl·lules, teixits o òrgans a un receptor d'un donant genèticament no idèntic de la mateixa espècie. El trasplantament s'anomena al·loempelt o trasplantament al·logènic. La majoria dels trasplantaments de teixit i òrgans humans són al·loempelts.
Es diferencia de l'autotrasplantament (d'una part del cos a una altra part en la mateixa persona), el trasplantament singènic d'isoempelts (empelts trasplantats entre dos individus genèticament idèntics) i el xenotrasplantament (d'altres espècies).
Els al·loempelts es poden denominar "homostàtics" si són biològicament inerts quan es trasplanten, com ara os i cartílags.
Una resposta immunitària contra un al·loempelt o un xenoempelt s'anomena rebuig. Un trasplantament de medul·la òssia al·logènica pot provocar un atac immunitari al receptor, anomenat malaltia de l'empelt contra l'hoste.